# اتفاقية أغادير
اتفاقية أغادير، هي اتفاقية تجارية عربية هدفها على المدى الطويل تيسير الطريق أمام سوق عربية مشتركة، وعلى المدى القريب إلى اقامة منطقة للتبادل الحر بين الدول العربية المتوسطية، وكانت كخطوة على طريق التحضير لاستحقاقات 2010 المرتبطة بإقامة منطقة التبادل الحر الاوروـ متوسطية. تضم الاتفاقية كُلاً مِن مصر والأردن والمغرب وتونس، وَتنص الاتفاقية على الإعفاء الجمركي لصادرات وواردات دول الاتفاقية من السيارات بشرط ألا تقل نسبة المكون المحلي عن 40 %.

## تاريخ
وقِّعت في 25 فبراير 2004، وكانت هذه الاتفاقية تهدف إلى إقامة منطقة للتبادل الحر في مرحلة أولى بين تونس ومصر والأردن والمغرب بصفة تدريجية خلال فترة انتقالية لا تتعدى أول يناير 2005، تاريخ دخول الاتفاقية حيز التنفيذ.
تم الاتفاق على جدولة زمنية تفضي إلى إعفاء كلي بالنسبة للسلع الصناعية (100%) بداية من 1 يناير 2005، فيما تم الاتفاق على تحرير المنتجات الفلاحية والفلاحية المصنعة طبقاً للبرنامج التنفيذي لاتفاقية تيسير وتنمية التبادل التجاري بين الدول العربية لإقامة منطقة تجارة حرة عربية كبرى، في ما سيتم تحرير قطاع الخدمات طبقا لما ورد في الاتفاقية العامة لتجارة الخدمات لمنظمة التجارة العالمية.
تدرس الوحدة الفنية لاتفاقية أغادير تنفيذ مشروع لربط الدول الأعضاء بشبكة نقل لزيادة التبادل التجاري بين دول الاتفاقية في إطار تطوير الجانب اللوجستي فيما بينها.
وفي الرابِع من أبريل عام 2016م وافقَ وُزراء تجارة دُول اتفاقية أغادير (مصر وتونس والمغرب والأردن) خلال اجتماعهم الثالث الذي عُقدَ في القاهرة على انضمام فِلسطين وَلُبنان لاتفاقية أغادير.

## السيارات
منذ الدخول الفعلي في 1 نيسان من عام 2007 (حينما أخذت الجمارك كل الالتزامات لتطبيق الاتفاقية على أرض الواقع بالنسبة للبلدان الأربعة) وعام 2008، ازدادت صادرات هذه البلدان بنسب كبيرة. ازدادت صادرات مصر بنسبة 115% وتونس 19% والمغرب 6% والأردن 86%.
أعلن المغرب في نوفمبر 2007 اعتزامه تصدير سيارات لوجان رينو الفرنسية إلى مصر في أكتوبر 2008، بعد زيارة وفد من وزارة التجارة والصناعة المصري مصانع السيارة المغربية خلال يوليو 2007 وتأكد من أن عمليات التصنيع لهذه السيارة تتم داخل المصانع المغربية بنسبة مكون محلي بها تفوق 40% وهو ما يتوافق مع قواعد المنشأ لاتفاقية أغادير. يبلغ سعر السيارة الفرنسية/المغربية نحو 50 ألف جنيه. وتعمل رينو في المغرب من خلال فرعها سوماكا الذي يقع في الدار البيضاء، وصدرت سوماكا في يونيو الماضي مئات السيارات من ماركة «لوجان» إلى فرنسا وإسبانيا. وأصبحت «لوجان» السيارة الأكثر مبيعاً في المغرب منذ بدء تسويقها في المملكة في يوليو 2005 وسجلت مبيعاتها 12700 سيارة في عام 2006.

## وصلات خارجية
- الملتقى الاقتصادي الثاني لبلدان إتفاقية أغادير